# Doug Jones (pugile)
Doug Jones (New York, 27 febbraio 1937 – 14 novembre 2017) è stato un pugile statunitense, sfidante al titolo mondiale dei pesi mediomassimi e dei pesi massimi, nonché avversario di Muhammad Ali.

## Biografia

### Carriera tra i dilettanti
Si è avvicinato al pugilato all'età di 19 anni mentre prestava servizio nell'aeronautica statunitense.
Da dilettante ha vinto il campionato AAU del New England e i trials della costa orientale nei pesi medi in vista delle Olimpiadi di Melbourne 1956. Ha poi perso la selezione finale contro Roger Rouse a San Francisco. Ha concluso la sua carriera dilettantistica con un record di 33 vittorie e 3 sconfitte.

### Carriera tra i professionisti
Ha esordito tra i professionisti nel 1958, nella categoria dei mediomassimi, vincendo i suoi primi diciannove incontri. Il 31 agosto 1960 batté l'ex campione del mondo dei medi Bobo Olson per KO al sesto round. Passò poi a pesi massimi e il 29 aprile 1961 batté il campione olimpico di Melbourne 1956 Pete Rademacher, che già aveva combattuto per il titolo mondiale contro Floyd Patterson.
Subì la sua prima sconfitta il 2 dicembre 1961, ai punti in dieci riprese, contro Eddie Machen, sfidante numero 2 al titolo mondiale dei pesi massimi, preceduto in graduatoria soltanto da Sonny Liston, da cui aveva perso ai punti.
Rientrato nei mediomassimi, fu designato come sfidante al titolo mondiale NBA detenuto da Harold Johnson in un match che avrebbe assegnato anche la versione del titolo della Commissione Atletica dello Stato di New York, allora vacante. Perse soltanto ai punti in quindici round con verdetto unanime, il 12 maggio 1962. 
Il 1º agosto 1962 perse sempre ai punti contro Zora Folley, che gli rendeva otto kg di peso essendo un quotato peso massimo. Dopo poche settimane volò a Dortmund, dove fu costretto al pari dal campione europeo Erich Schöppner. Il 20 ottobre 1962, segnando al peso 3,5 kg oltre il limite dei mediomassimi, batté Bob Foster, futuro dominatore della categoria e ancora imbattuto dopo nove incontri. 
Le difficoltà a rientrare nel peso lo convinsero a salire definitivamente nei pesi massimi. Il 15 dicembre dello stesso anno si prese la rivincita per KO al settimo round con Zora Folley che era posizionato al n. 5 tra gli sfidanti al titolo mondiale ora detenuto da Sonny Liston. Grazie a questo successo fu collocato al n. 3 nella classifica degli sfidanti al titolo che vedeva al n. 2 Cassius Clay, campione olimpico a Roma 1960, nei mediomassimi.
Clay e Jones si sfidarono al Madison Square Garden di New York il 13 marzo 1963 per designare lo sfidante ufficiale al regno del terribile Liston. Fu probabilmente il match più difficile affrontato sino a quel momento dal futuro Muhammad Ali. Al primo round Jones mise in seria difficoltà Clay che, nelle riprese successive, seppe mantenerlo a distanza, riuscendo più volte a colpirlo con veloci montanti. La vittoria in favore del pugile di Louisville fu assegnata per decisione unanime ma pesantemente contestata dal pubblico. L'acceso match fu in seguito nominato "incontro dell'anno" e Clay "pugile dell'anno 1963" da Ring Magazine.
Dopo questo match continuò a combattere con risultati alterni. Nell’ottobre 1964 subì la sua prima sconfitta prima del limite per knock-out tecnico all'undicesimo round dal quotato canadese George Chuvalo. Seguirono cinque vittorie prima del limite, grazie alle quali fu designato come sfidante al titolo mondiale WBA dei pesi massimi detenuto da Ernie Terrell. Fu sconfitto ai punti dall'alto avversario (198 cm) il 28 giugno 1966 a Houston, con verdetto unanime. Otto mesi dopo fu messo KO al sesto round dall'ancora imbattuto astro nascente Joe Frazier, a Filadelfia. 
Combatté altre due volte con una vittoria e una sconfitta poi a soli trent’anni si ritirò dal pugilato.